# ソフィー・バルジャック

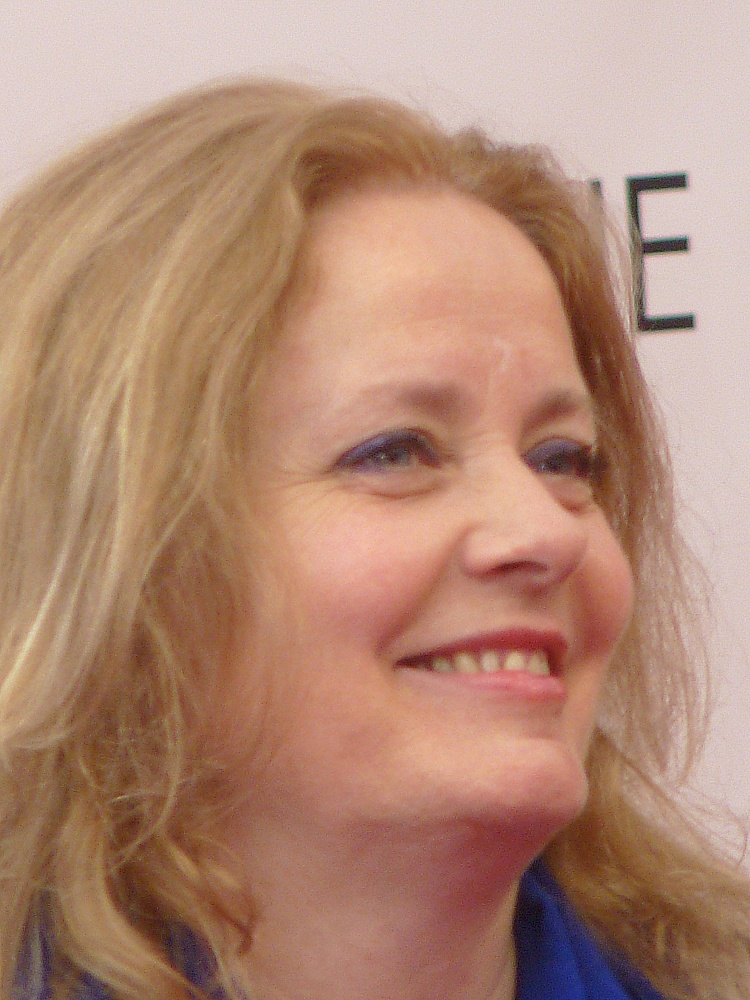
ソフィー・バルジャック、第52回モンテカルロ・テレビ祭にて。

ソフィー・バルジャック（Sophie Barjac、1957年3月24日 - ）は、フランスの女優。シェール県ブールジュ生まれ。9歳のときに、家族とともにフランスを離れ、ブリュセルに移り住んだ。
映画『L'Hôtel de la plage』の例のように、出演作のほとんどにおいてフランス語を使って演じているが、カナダのテレビ・シリーズ『Bordertown』（1989年 - 1991年）や、ベルギー・ポーランド合作の映画『Alice』（1982年）のように、英語で演じることもある。

## フィルモグラフィ

### 映画
- 1974年：Isabelle devant le désir （Jean-Pierre Berckmans 監督） - Séverine
- 1975年：À nous les petites Anglaises （Michel Lang監督） - Véronique
- 1976年：Le Graphique de Boscop （Georges Dumoulin、Sotha Dumoulin 監督） - ショーの陽気なブロンド娘
- 1976年：Dis bonjour à la dame （Michel Gérard 監督）
- 1977年：L'Hôtel de la plage （Michel Lang監督） - Catherine Guedel
- 1982年：Alice（Jacek Bromski、Jerzy Gruza 監督）
- 1983年：La Fiancée qui venait du froid （Charles Némès 監督） - Anne
- 1984年：優しく愛して L'Amour en douce （エドゥアール・モリナロ監督） - Jeanne Delmas
- 1987年：大迷惑 Lévy et Goliath （ジェラール・ウーリー監督） - Brigitte
- 1992年：Quidam （Sophie Deflandre 監督）
- 2007年：Contre-enquête （Franck Mancuso監督） - le juge Arcaro
- 2008年：Nés en 68（Olivier Ducastel、Jacques Martineau監督） - Catherine の母